# Raça (classificació d'éssers humans)

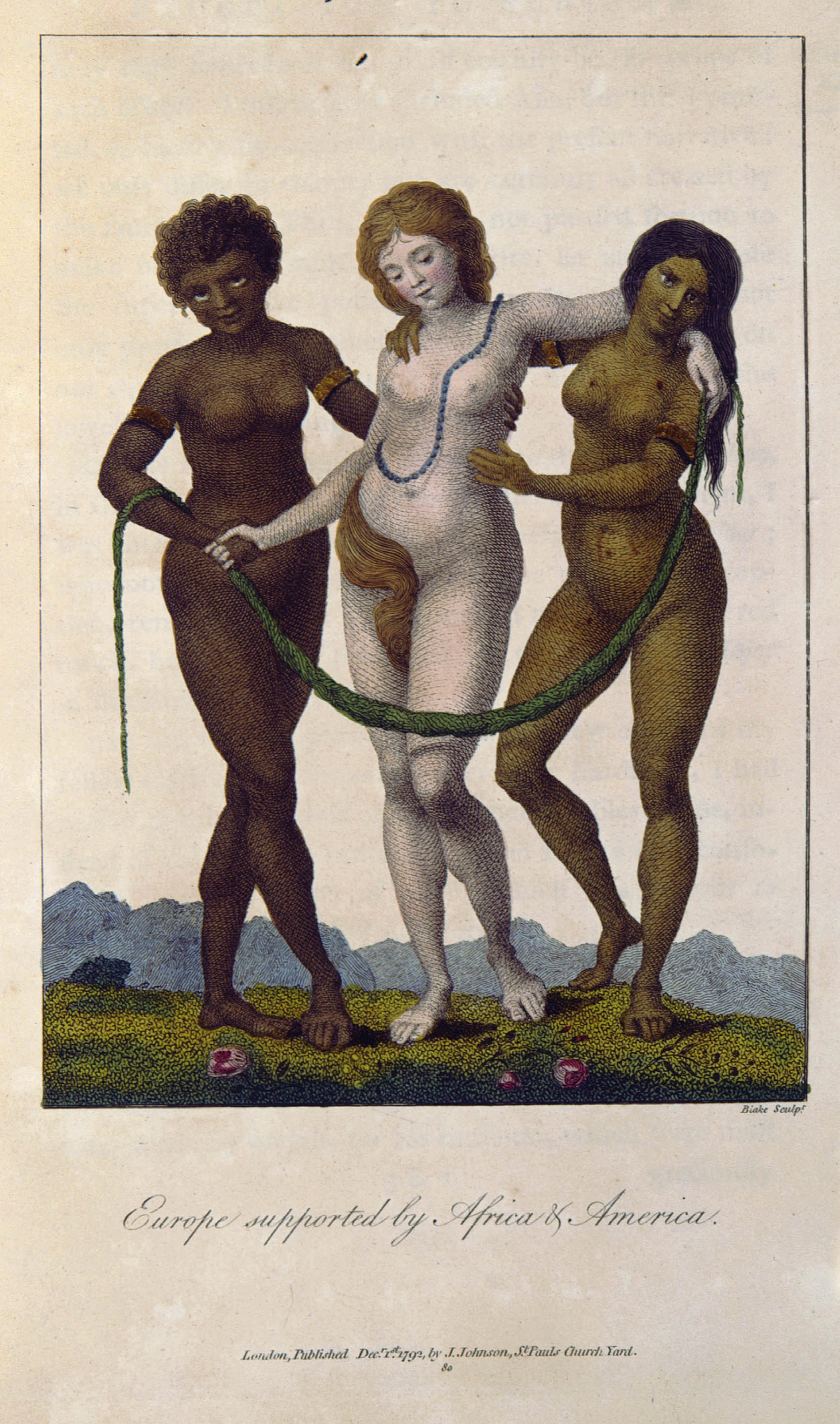
Europa suportada per Àfrica i Amèrica. William Blake, 1796.

Una raça humana fa referència a un grup d'humans amb qualitats físiques o socials compartides en categories generalment considerades diferents per la societat. El terme es va utilitzar primer per referir-se a parlants d'una llengua comuna i després per designar afiliacions nacionals. Al segle XVII el terme va començar a referir-se a trets físics (fenotípics). i que hom suposava genèticament divergents d'altres grups humans comparables (“races”). La ciència moderna, sobretot a partir del segle xix, considera la raça com una construcció social, una identitat que s’assigna en funció de les regles de la societat. Tot i que es basa parcialment en similituds físiques dins dels grups, la raça no té un significat físic o biològic inherent.
Les concepcions socials i les agrupacions de races han variat al llarg del temps, sovint amb taxonomies populars que defineixen els tipus essencials d’individus en funció dels trets percebuts. A principis del segle xxi, els científics consideren aquest essencialisme biològic obsolet i generalment desaconsellen les explicacions racials per a la diferenciació col·lectiva tant en trets físics com de comportament.
Tot i que hi ha un ampli acord científic segons el qual les concepcions essencialistes i tipològiques de la raça són insostenibles, científics de tot el món continuen conceptualitzant la raça de maneres molt diferents. Alguns investigadors continuen utilitzant el concepte de raça per fer distincions entre conjunts difusos de trets o diferències de comportament observables, altres membres de la comunitat científica suggereixen que la idea de raça és intrínsecament ingènua o simplista. D’altres argumenten que, entre els humans, la raça no té gens d’importància taxonòmica perquè tots els humans vius pertanyen a la mateixa subespècie, l’Homo sapiens sapiens.
Des de la segona meitat del segle xx, l’associació de la raça amb les desacreditades teories del racisme científic han contribuït al fet que la raça es vegi cada vegada més com un sistema de classificació en gran part pseudocientífic. Tot i que encara s’utilitza en contextos generals, la raça s’ha substituït sovint per termes menys ambigus i carregats : poblacions, persones, grups ètnics o comunitats, segons el context.
La distància genètica mitjana Fst entre les poblacions humanes és d'aproximadament 0,125. Lewontin argumenta que això representa una petita variació racial. Harpending, d'altra banda, argumenta que aquesta distància implica parentiu entre individus de la mateixa població equivalent al parentiu entre germans per part de mare en una població que s'aparella aleatòriament, i que una persona d'una certa població està genèticament més a prop d'un individu no relacionat de la mateixa població que d'un miggermà de raça mixta.

## Concepció actual
A partir de mitjans segle xx, un cúmul d'estudis científics basats en la genètica demostren que el concepte de raça no és pertinent per a caracteritzar els diversos subgrups geogràfics de l'espècie humana, atès que la variabilitat genètica entre individus d'un mateix subgrup és superior a la variabilitat genètica mitjana entre subgrups geogràfics.
El consens científic actual rebutja de ple l'existència d'arguments biològics que legitimin el concepte de raça humana; hom considera que fou un constructe ideològic arbitrari en funció de caràcters morfològics externs (pigmentació, craniometria, forma de les parpelles, alçada mitjana, etc.), barrejats, a més, amb trets aliens a la biologia tals com cultura, ètnia i situació socioeconòmica. Es tracta, doncs, d'un prejudici social, un mite, i no pas de cap concepte biològic.
Dit altrament: 
- a títol informativo-descriptiu és possible i legítim definir "subgrups humans d'aspecte físic extern hereditari"; però no se'ls pot aplicar el terme de raça, perquè aquest implica un grau de diferenciació biològica inexistent en l'espècie humana (però aplicable, en canvi, a cavalls, gossos, etc.).
- tota classificació de "subgrups humans d'aspecte físic extern hereditari" comporta un nivell o altre d'arbitrarietat en la tria dels elements definitoris;[23] però, en tot cas, és científicament indefensable la divisió tradicional entre "grans races" (grandes races, major stocks, Hauptrassen) blanca, negra i groga.
- el problema de raça no és el terme en si, sinó el concepte que expressa.[24]

A partir de 1950 la Unesco ha emès diverses declaracions recomanant d'abandonar el terme raça humana, per científicament inadequat i políticament funest. Hom tendeix a parlar de poblacions segons origen geogràfic.
Atès que el concepte de raça no és aplicable als éssers humans, la ciència actual només l'empra en referència a tipus de plantes cultivades i d'animals domèstics.
La mera creença en l'existència de races humanes, però sense connotacions racistes, s'anomena racialisme. El racisme parteix del racialisme, però hi afegeix un triple joc de proposicions acientífiques: que cada "raça humana" té característiques socioculturals intrínseques d'origen biològic; que existeixen "races pures" i mesclar-les comporta la decadència biològica; i que existeixen races superiors i races inferiors.

## Altres consideracions
En alguns països hi ha científics que usen encara algun tipus de concepte de raça per a fer distincions pràctiques entre els conjunts difusos dels trets. Per exemple, certs antropòlegs forenses en l'anàlisi de restes esquelètiques, en la recerca biomèdica i en la medicina basada en la raça, concepte, en si, controvertit.
L'estudi dels trets comuns entre els pobles es realitza sobretot al llarg de línies ètniques, amb la participació de la història dels grups endogàmics, atès l'aïllament de molts en el passat.
Els grups humans socialment concebuts com a "racials" es poden correspondre amb patrons d'estratificació social, la qual cosa ajuda els científics socials a comprendre les diferències subjacents entre grups definits de persones. A més, en països com els EUA la policia utilitza la "raça" per a crear perfils dels sospitosos cercats de manera expeditiva (i hi empra un aparell conceptual arcaic).
La comunitat científica considera que la idea de raça és sovint utilitzada pel públic en general d'una manera ingènua o simplista, erròniament designant tipus completament discrets d'individus. Entre els humans, la raça no té importància cladística; totes les persones pertanyen a la mateixa subespècie d'homínids, l'Homo sapiens sapiens.
El mot "raça" mateix és problemàtic i acostuma de comportar connotacions negatives. Les concepcions socials del que són les "races humanes" i quines agrupacions concretes ho són, varien amb el temps, amb la participació de taxonomies populars que defineixen tipus essencials d'individus basats en conjunts percebuts de trets. Els científics consideren l'essencialisme biològic obsolet, i generalment descoratgen explicacions racials per a cap diferenciació col·lectiva, tant en trets físics com de comportament.
Com que la gent elabora i divulga diferents concepcions de raça, això crea percepcions socials que categoritzen "races" de maneres variades. En aquest sentit, es diu que les races són construccions socials. Aquestes construccions es poden desenvolupar dins de diversos contexts legals, econòmics i sociopolítics, i de vegades poden ser l'efecte, en lloc de la causa, de situacions socials essencials. Factors socioeconòmics, en combinació amb opinions primerenques, però perdurables, de raça, han portat a molt de patiment entre els grups racialitzats desfavorits. Alguns estudiosos continuen debatent el grau en què les categories racials són biològicament justificades, i socialment construïdes, així com n'hi ha que propugnen admetre les "races humanes" com a fet real per tal que la societat lluiti contra el racisme de manera adequada.